# Cornelius Roosevelt
Cornelius Van Schaack Roosevelt (ur. 30 stycznia 1794 w Nowym Jorku, zm. 17 lipca 1871 w Oyster Bay) – amerykański przedsiębiorca, jeden z najbogatszych w swoim pokoleniu; dziadek prezydenta Theodore'a Roosevelta i pradziadek pierwszej damy Eleanor Roosevelt.
Syn Jamesa Jacobusa Roosevelta (1759-1840) i Marii van Schaack (1773-1845), brat Jamesa.
Poślubił Margaret Barnhill, miał z nią synów Roberta i Theodora (seniora).